# قطع الأشجار المحظور

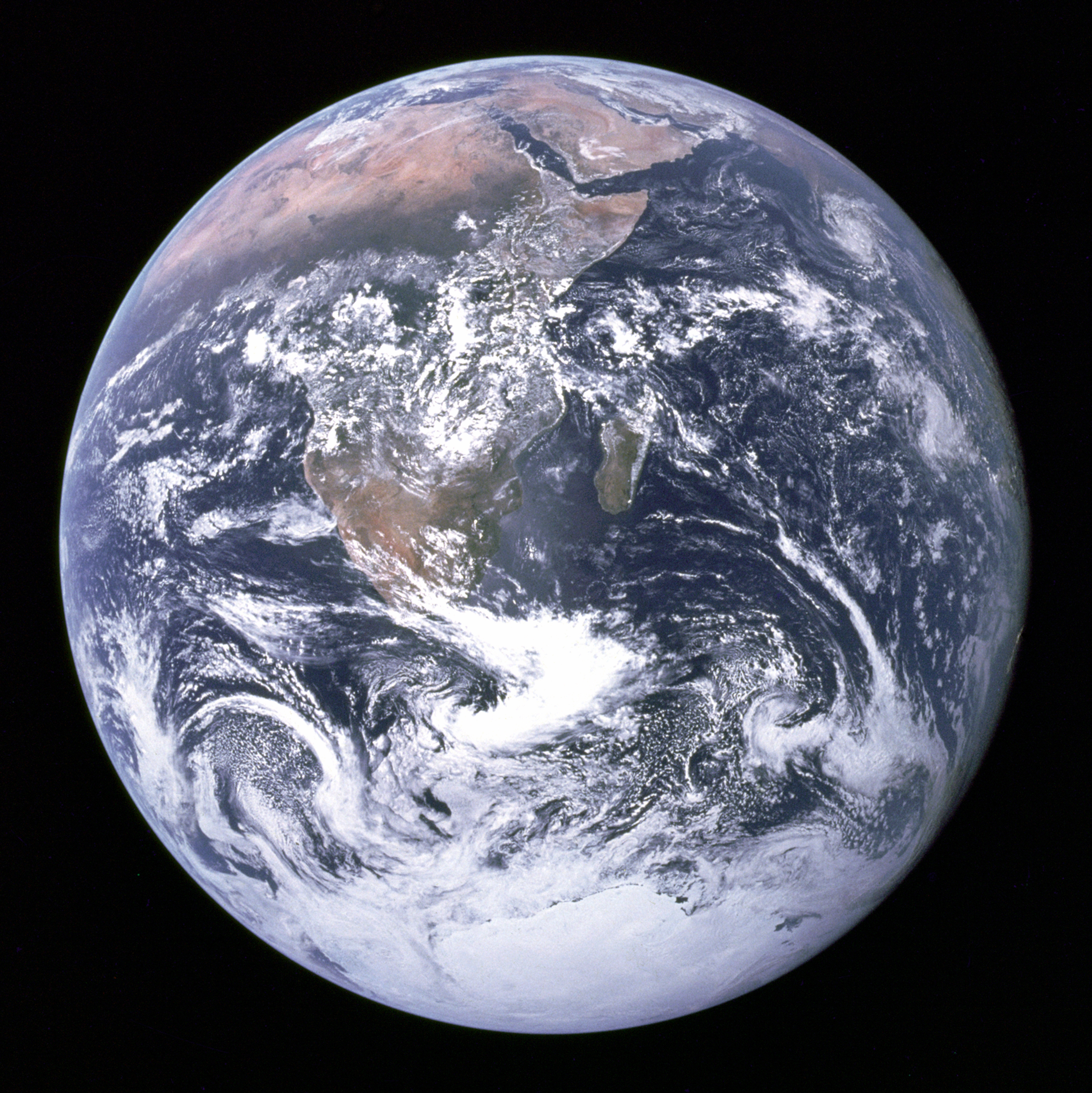

قطع الأشجار المحظور أو قطع الأشجار غير المشروع هو الحصاد والنقل وشراء أو بيع الأخشاب في الطريقة غير القانونية. بما في ذلك استخدام وسائل فاسدة (رشوة،الوسطه) للحصول على الغابات أو القطع دون الحصول على إذن من المحمية، أو استخراج الأخشاب التي تتجاوز الحدود المتفق عليها.
قد يحدث المخالفات أثناء النقل الخشاب، أو الحتيال على لإعلان الجمارك ،أو التجنب الضرائب والرسوم الأخرى.

## نظرة عامة
قطع الأشجار غير القانوني مشكلة منتشرة، مما تسببت في أضرار هائلة للمجتمعات، والغابات المحلية واقتصادات البلدان التي ترتكب بهذهِ الجريمة. على الرغم من الأهمية الأقتصادية في المنتجات الخشبية والغابات، لم توقف البلدان المستهلكة للخشب استيراد المنتجات الخشبية المستخرجة بالطريقة غير القانونية، وذلك لأن تحديد مصدر الأخشاب غير القانونية صعب من الناحية الفنية. ولذلك، فإنهُ لايوجد قانون على المنتجات المصنعة من الخشب غير الشرعية. ولكن الأساليب العلمية لتحديد الأصل الجغرافي للأخشاب هي حاليا قيد التطوير. الإجراءات الممكنة لتقييد الواردات لا تستطيع ان تلبي مع قواعد منظمة التجارة العالمية عدم التمييز. بدلا من ذلك يجب أن يتم ترتيبها في الاتفاقات الثنائية.